# Martin Larsson
Pour les articles homonymes, voir Larsson.
Martin Larsson (né le 27 mars 1979) est un fondeur suédois.

## Palmarès

### Championnats du monde
- Championnats du monde de ski nordique 2007 à Sapporo 
  -  Médaille de bronze en relais 4 × 10 km.

### Coupe du monde
- Meilleur classement final : 64e en 2007.
- Meilleur résultat individuel : 7e.
- 1 podium en relais : 1 troisième place.